# Luke Hobson
Luke Hobson (ur. 25 czerwca 2003 w Reno) – amerykański pływak specjalizujący się w stylu dowolnym. Brązowy medalista na 200 m stylem dowolnym podczas Igrzysk Olimpijskich 2024 w Paryżu.
Reprezentant Texas Longhorns (Uniwersytetu Teksańskiego w Austin) w NCAA.
Posiada rekordy NCAA, amerykańskie i US Open na dystansie 200 metrów, jak również w sztafecie 800 metrów.